# Xiantao
Xiantao, em chinês simplificado: 仙桃; em Pinyin: Xiāntáo, é uma cidade da província de Hubei, ao centro da China. Até 2005, a população ultrapassava os 240.000 habitantes[carece de fontes?].
É em Xiantao que se formam bons ginastas, como os campeões Li Xiaoshuang, Li Dashuang e Yang Wei, na academia de ginástica artística.